# So-Schwert
Das So-Schwert ist eine afrikanische Waffe. Afrikanische Schwerter wurden in verschiedenen Ländern und von verschiedenen Ethnien Afrikas als Kriegs-, Jagd-, Kultur-  und Standeswaffe entwickelt und genutzt. Die jeweilige Bezeichnung der Waffe bezieht sich auf eine Ausprägung dieses Waffentyps, die einer bestimmten Ethnie zugeordnet wird.

## Beschreibung
Das So-Schwert hat eine gerade, einschneidige Klinge, die kurz vor dem Ort stark gebogen verläuft. Die Klinge beginnt am Heft mit der fast selben Breite wie das Heft. Auf beiden Schneidenseiten sind je zwei eckige Vorsprünge ausgeschmiedet. Die Klinge hat einen starken Mittelgrat, der etwa bis zur Mitte läuft. In der Höhe der eckigen Klingenaustreibungen ist bei jedem Vorsprung auf der Klinge und am Ende des Mittelgrates ein kreisförmiges Loch zur Verzierung (siehe Bild Infobox). Das gesamte Heft besteht aus Holz und ist zur besseren Handhabe mit Kupferdraht umwickelt. Das So-Schwert wird von den Ethnien der So und Topeke benutzt.